# Gackt
Gackt Camui (jap. 神威楽斗 Kamui Gakuto; to najczęściej spotykany zapis w alfabecie łacińskim, wymowa: ga-ku-to lub gak-to) (ur. 4 lipca 1973 w mieście Okinawa na Okinawie w Japonii) – japoński twórca piosenek, wokalista i multiinstrumentalista.
Gackt (jap. ガクト) gra na trąbce, tubie, rogu, puzonie, pianinie, skrzypcach, perkusji, gitarze (w tym również basowej) i bębnie. Jest byłym wokalistą zespołów Cains:feel oraz Malice Mizer. W 2007 przyłączył się do japońskiego zespołu S.K.I.N., który zadebiutował koncertem na Anime Expo 2007.

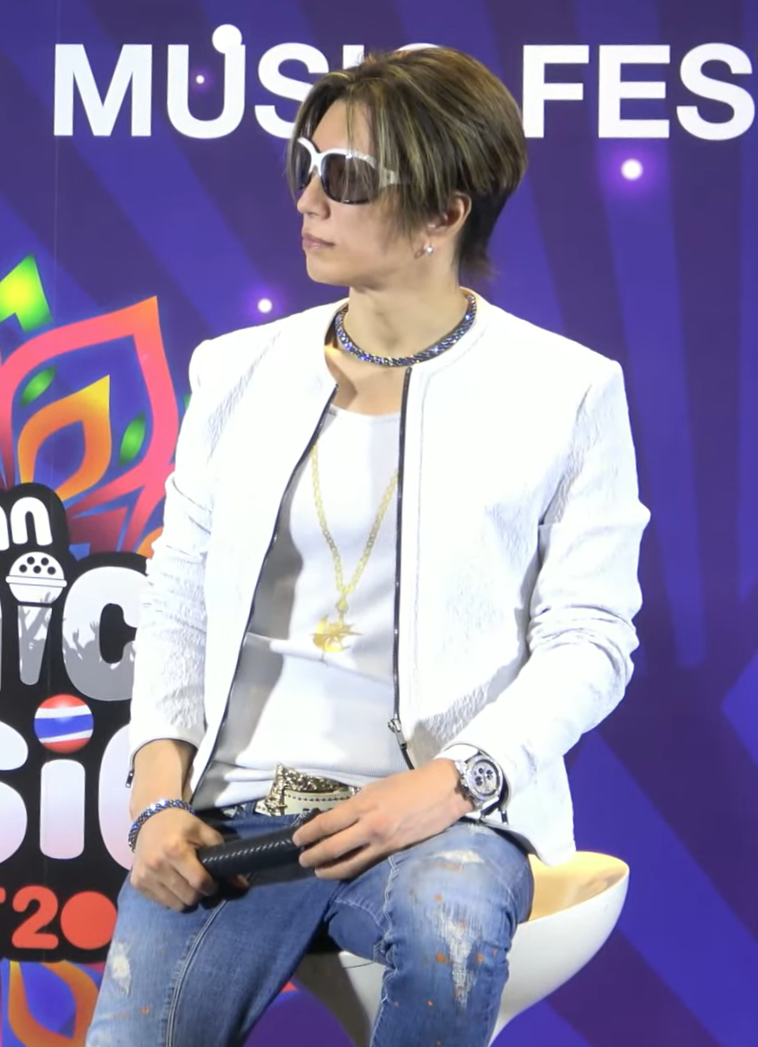
Gackt w Tajlanida, 2023.

Logotyp

Posługuje się językami: japońskim, angielskim, mandaryńskim, koreańskim i francuskim. Ćwiczył karate, obecnie trenuje boks i taekwondo. Jest leworęczny. Gackt twierdzi, że został obdarzony pewnego rodzaju zdolnościami parapsychologicznymi.
W 2003 roku w Japonii została wydana autobiografia Gackta pt. Jihaku (Spowiedź). Ma dwóch braci i siostrę. Głównym elementem muzycznym gry Dirge of Cerberus: Final Fantasy VII była piosenka Gackt'a REDEMPTION, a postać Genesisa Rhapsodosa wzorowana była na wyglądzie Gackta, który również podkładał jej głos w japońskiej wersji gry. Genesis Rhapsodos pojawił się również w następnej części gry Crisis Core: Final Fantasy VII.
Wystąpił w filmach: Moon Child (2004) i Furinkazan (2007).
Lipiec roku 2010 to okres jego pierwszej, pełnej trasy koncertowej po Europie, która objęła Londyn, Paryż, Barcelonę, Monachium i Bochum. W 2011 roku ogłosił nowy skład swojej grupy „Yellow Fried Chickenz”, który zawiera m.in. drugiego wokalistę, Jona Underdowna, U:ZO, Takumiego, czy Shinyie z zespołu „Luna Sea”.

## Filmografia
| Film                       | Film                                                | Film                    | Film |
| Rok                        | Tytuł                                               | Rola                    | Uwagi |
| -------------------------- | --------------------------------------------------- | ----------------------- | --- |
| 2003                       | Moon Child                                          | Shō                     | |
| 2007                       | Artur i Minimki                                     | Maltazard               | Podłożył głos w japońskiej wersji filmu |
| 2009                       | Kamen Rider Decade: All Riders vs. Dai-Shocker      | Jōji Yūki               | |
| 2010                       | Artur i zemsta Maltazara                            | Maltazard               | Podłożył głos w japońskiej wersji filmu |
| 2010                       | Bunraku (film)                                      | Yoshi                   | Pierwsza rola w międzynarodowym filmie |
| Telewizja                  |                                                     |                         | |
| Rok                        | Tytuł                                               | Rola                    | Uwagi |
| 2001                       | Fly to Madagascar                                   | Samego siebie           | Dokumentalny |
| 2002                       | Hero's Hero                                         | Samego siebie           | Krótki serial dokumentalny |
| 2003                       | Namahousō wa Tomaranai!                             | Samego siebie           | Krótka TV Drama |
| 2007                       | Fūrin Kazan                                         | Kenshin Uesugi          | TV drama TV Navi Award dla najlepszego aktora drugoplanowego (kategoria dramat) |
| 2009                       | Mr. Brain                                           | Teijirō Takegami        | Serial (2 odcinek) |
| 2010                       | Shiki                                               | Seishirō Kirishiki      | Anime Jego pierwsza rola jako seiyū. |
| 2011                       | Supernatural: The Animation                         | Andrew (Andy) Gallagher | Anime |
| 2011                       | The Tempest                                         | Jo Teigai               | TV Drama |
| 2011                       | Sket Dance                                          | Dante                   | Anime |
| 2012                       | Akumu-chan (jap. 悪夢ちゃん)                        | Takashi Shiki           | TV Drama |
| 2014                       | Time Spiral (jap. タイムスパイラル Taimu supairaru) | Shuya Tatsumi           | główna rola; TV Drama |
| Gry komputerowe & Animacje |                                                     |                         | |
| Rok                        | Tytuł                                               | Rola                    | Uwagi |
| 2003                       | New Fist of the North Star                          | Seiji                   | OVA Dwie z jego starszych piosenek zostały wykorzystane jako piosenki przewodnie i wydane jako singel. |
| 2003                       | Bujingai                                            | Lau Wong                | Gra komputerowa |
| 2006                       | Dirge of Cerberus: Final Fantasy VII                | Genesis Rhapsodos       | Gra komputerowa Wygląd zewnętrzny Genesis'a był wzorowany na Gackt'cie. Skomponował i wykonał dwie główne piosenki przewodnie, które zostały wydane na singlu REDEMPTION i Dirge of Cerberus: Final Fantasy VII Original Soundtrack. |
| 2007                       | Crisis Core: Final Fantasy VII                      | Genesis Rhapsodos       | Gra komputerowa |
| 2010                       | Dragon Nest                                         | Belscard                | Gra komputerowa Skomponował i wykonał piosenkę przewodnią, która została wydana 28 lipca jako singel pt. EVER. |
| 2010                       | Tono to Issho                                       | Kenshin Uesugi          | Animacja |
| 2010                       | Mobile Suit Gundam: Extreme Vs.                     | Ex                      | Gra komputerowa |
| 2011                       | Tono to Issho                                       | Kenshin Uesugi          | Animacja |

## Dyskografia

### EP
- Mizérable (12 maja 1999)

### Albumy studyjne
- Mars (26 kwietnia 2000)
- Rebirth (25 kwietnia 2001)
- MOON (19 czerwca 2002)
- Crescent (3 grudnia 2003)
- Love Letter (14 lutego 2005)
- Love Letter ~for Korean Dears~ (15 czerwca 2005)
- DIABOLOS (21 września 2005)
- RE:BORN (2 grudnia 2009)
- LAST MOON (27 kwietnia 2016)

### Kompilacje
- The Sixth Day: Single Collection (25 lutego 2004)
- The Seventh Night: Unplugged (26 maja 2004)
- Jūnigatsu no Love Songs: Complete Box (jap. 12月のLove song ~COMPLETE BOX~) (box set; 13 grudnia 2006)
- 0079-0088 (19 grudnia 2007)
- ARE YOU „FRIED CHICKENz"?? (23 czerwca 2010)
- THE ELEVENTH DAY ~SINGLE COLLECTION~ (21 lipca 2010)

### Album koncertowy
- nine*nine (29 października 2008)

### Single
- Mizérable (9 lipca 1999)
- Vanilla (11 sierpnia 1999)
- Mirror (9 lutego 2000)
- OASIS (16 lutego 2000)
- seki-ray (jap. 鶺鴒〜seki-ray〜 Sekirei ~seki-ray~; 8 marca 2000)
- Saikai (Story) (jap. 再会〜Story〜; 30 sierpnia 2000)
- Secret Garden (16 listopada 2000)
- Kimi no tame ni dekiru koto (jap. 君のためにできること; 14 marca 2001)
- ANOTHER WORLD (5 września 2001)
- Jūnigatsu no Love song (jap. 12月の Love song; 16 grudnia 2001)
- Vanilla (re-release; 20 marca 2002)
- Wasurenai kara (jap. 忘れないから; 24 kwietnia 2002)
- Jūnigatsu no Love Song/December Love (re-release; 27 grudnia 2002)
- Kimi ga oikaketa yume (jap. 君が追いかけた夢; 19 marca 2003)
- Tsuki no uta (jap. 月の詩; 11 czerwca 2003)
- Lu:na/OASIS (25 czerwca 2003)
- Last Song (12 listopada 2003)
- Jūnigatsu no Love song (re-release; 3 grudnia 2003)
- Kimi ni aitakute (jap. 君に逢いたくて; 27 października 2004)
- Jūnigatsu no Love Song/December Love Song (re-release; 14 grudnia 2004)
- Arittake no ai de (jap. ありったけの愛で; 26 stycznia 2005)
- BLACK STONE (27 kwietnia 2005)
- Metamorphoze (jap. Metamorphoze ～メタモルフォーゼ～; 25 maja 2005)
- Todokanai ai to shitteita no ni osaekirezu ni aishitsuzuketa... (jap. 届カナイ愛ト知ッテイタノニ抑エキレズニ愛シ続ケタ･･･; 10 sierpnia 2005)
- REDEMPTION (25 stycznia 2006)
- Love Letter (1 marca 2006)
- No ni saku hana no yō ni (jap. 野に咲く花のように; 7 lutego 2007)
- RETURNER ~Yami no shūen~ (jap. RETURNER～闇の終焉～; 20 czerwca 2007)
- Jesus (3 grudnia 2008)
- GHOST (28 stycznia 2009)
- Journey through the Decade (25 marca 2009)
- Koakuma Heaven (jap. 小悪魔ヘヴン; THE 1st HEAVEN; 10 czerwca 2009)
- Faraway ~Hoshi ni negai wo~ (jap. Faraway〜星に願いを〜; THE 2nd HEAVEN; 17 czerwca 2009)
- LOST ANGELS (THE 3rd HEAVEN; 24 czerwca 2009)
- Flower (ANNIVERSARY DISC, 1 lipca 2009)
- The Next Decade (11 sierpnia 2009)
- Setsugekka (The End of Silence)/Zan (jap. 雪月花 -The end of silence-/斬〜ZAN〜) (9 grudnia 2009)
- Stay the Ride Alive (1 stycznia 2010)
- EVER (23 lipca 2010)
- Episode.0 (13 czerwca 2011)
- Graffiti (30 listopada 2011)
- UNTIL THE LAST DAY (22 lutego 2012)
- HAKURO (jap. 白露-HAKURO-) (10 października 2012)
- WHITE LOVERS -Shiawase na toki- (jap. WHITE LOVERS -幸せなトキ-) (19 grudnia 2012)
- P.S. I LOVE U (12 lutego 2014)
- Akatsukizukuyo -DAY BREAKERS- (jap. 暁月夜 -DAY BREAKERS-) (1 października 2014)
- ARROW (7 października 2015)
- Kimi dake no boku de iru kara (jap. キミだけのボクでいるから) (23 listopada 2016)
- Tsumi no keishō ~ORIGINAL SIN~ (jap. 罪の継承 〜ORIGINAL SIN〜) (8 marca 2017)